# Gare de Muizen
La gare de Muizen (en néerlandais : station Muizen) est une gare ferroviaire belge de la ligne 53, de Schellebelle à Louvain, située à Muizen sur le territoire de la ville de Malines, dans la province d'Anvers en Région flamande.
Elle est mise en service en 1887 par l'administration des chemins de fer de l'État belge. C'est un arrêt sans personnel de la Société nationale des chemins de fer belges (SNCB) desservi par des trains InterCity (IC), Suburbains (S) et Heure de pointe (P).

## Situation ferroviaire
Établie à 11 mètres d'altitude, la gare de Muizen est située au point kilométrique. (PK) 43,228 de la Ligne 53, de Schellebelle à Louvain, entre les gares de Malines et de Hever. Elle se trouve aussi sur la ligne 27B de Y Sint-Katelijne-Waver à Weerde.

## Historique
La « station de Muysen » est mise en service le 11 août 1887 par l'administration des chemins de fer de l'État belge, à proximité de la gare de triage du même nom.
Elle devient une importante gare de bifurcation lorsque la ligne 27B, de Y Sint-Katelijne-Waver à Weerde est mise en service.

### Nom de la gare
De « Muyzen » lors de son ouverture, elle devient « Muyzen (voyageurs) » ou en flamand « Muizen (Reizigers) » en 1902. Le 1er février 1938, « Muysen » devient « Muizen ».

## Service des voyageurs

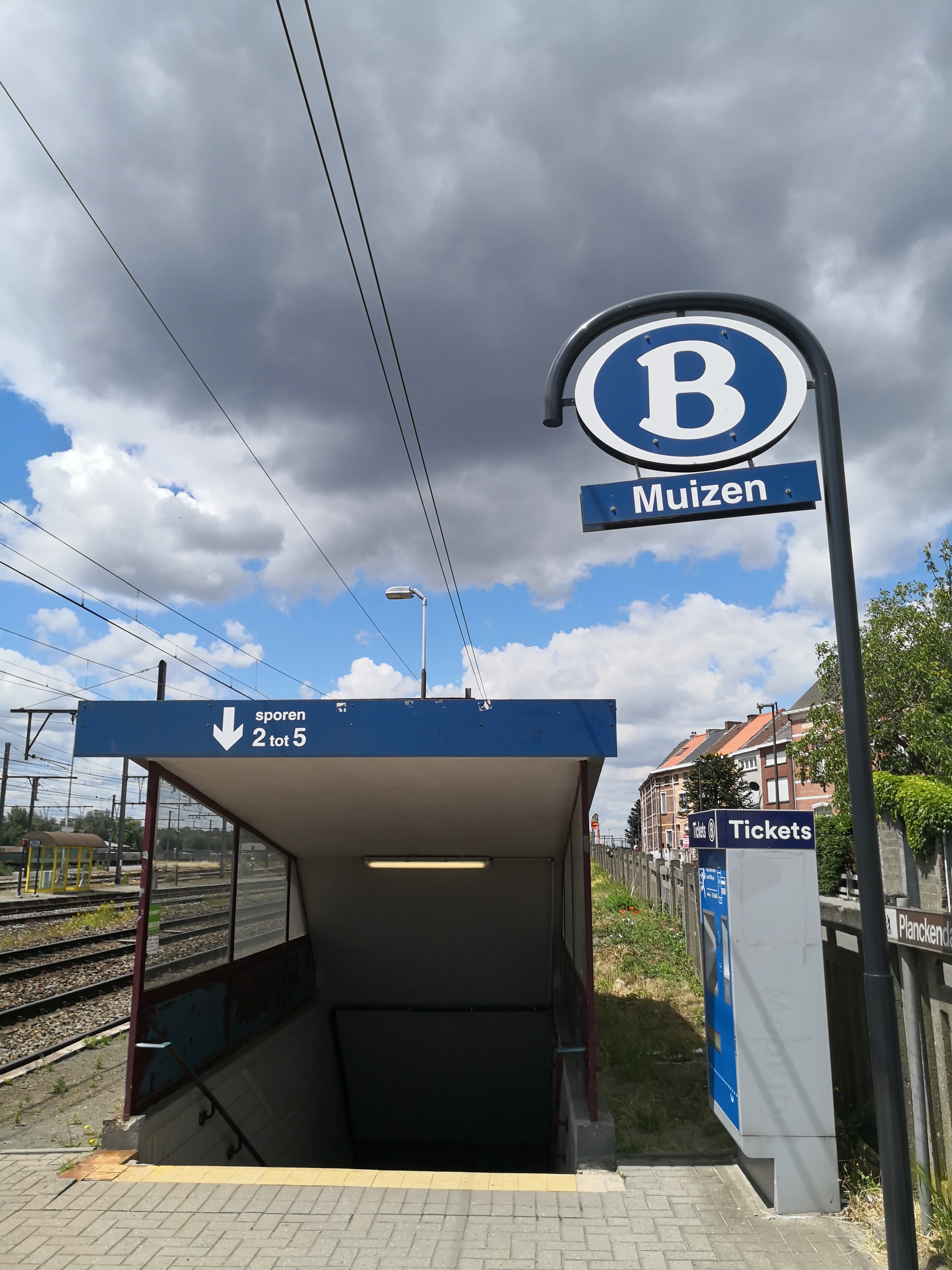
Souterrain menant au quai.

### Accueil
Halte. SNCB, c'est un point d'arrêt non géré (PANG) à accès libre.
Un souterrain permet la traversée des voies et le passage d'un quai à l'autre.

### Desserte
Muizen est desservie par des trains Omnibus (L), InterCity (IC), Suburbains (S) et Heure de pointe (P) de la SNCB qui effectuent des missions sur les lignes commerciales 53 et 26 (voir brochures SNCB)
En semaine, la desserte comporte :
- des trains L à arrêts fréquents entre Louvain et Saint-Nicolas via Malines ;
- des trains S (ligne S4) entre Malines et Alost via Hofstade, Merode et Jette ;
- deux trains P de Louvain à Malines (le matin) ;
- un train P de Termonde à Louvain et un de Louvain à Termonde (le matin) ;
- un train P de Saint-Nicolas à Louvain (le matin) et un autre (dans le même sens) l’après-midi ;
- un unique train P de Malines à Louvain (l’après-midi) ;
- un train P de Termonde à Louvain et un de Louvain à Termonde (l’après-midi).

Les trains IC-21 reliant Louvain et Malines sont les seuls à s’arrêter à Muizen les week-ends et jours fériés. 

### Intermodalité
Un parc pour les vélos et un parking pour les véhicules y sont aménagés.

## Comptage voyageurs
Ce graphique et tableau montre le nombre de voyageurs embarquant en moyenne durant la semaine, le samedi et le dimanche.
| Nombre de passagers qui embarquent à la gare de Muizen | Nombre de passagers qui embarquent à la gare de Muizen | Nombre de passagers qui embarquent à la gare de Muizen | Nombre de passagers qui embarquent à la gare de Muizen |
|                                                        | Semaine                                                | Samedi                                                 | Dimanche                                               |
| ------------------------------------------------------ | ------------------------------------------------------ | ------------------------------------------------------ | ------------------------------------------------------ |
| 1977                                                   | 163                                                    | 10                                                     | 12                                                     |
| 1978                                                   | 146                                                    | 8                                                      | 10                                                     |
| 1979                                                   | 142                                                    | 17                                                     | 9                                                      |
| 1980                                                   | 125                                                    | 7                                                      | 5                                                      |
| 1981                                                   | 154                                                    | 11                                                     | 10                                                     |
| 1982                                                   | 127                                                    | 7                                                      | 6                                                      |
| 1983                                                   | 149                                                    | 11                                                     | 5                                                      |
| 1984                                                   | 182                                                    | 10                                                     | 17                                                     |
| 1985                                                   | 181                                                    | 15                                                     | 11                                                     |
| 1986                                                   | 89                                                     | 13                                                     | 15                                                     |
| 1987                                                   | 129                                                    | 10                                                     | 10                                                     |
| 1988                                                   | 133                                                    | 14                                                     | 9                                                      |
| 1989                                                   | 131                                                    | 8                                                      | 6                                                      |
| 1990                                                   | 134                                                    | 27                                                     | 8                                                      |
| 1991                                                   | 112                                                    | 7                                                      | 9                                                      |
| 1992                                                   | 126                                                    | 15                                                     | 14                                                     |
| 1993                                                   | 123                                                    | 10                                                     | 15                                                     |
| 1994                                                   | 133                                                    | -                                                      | -                                                      |
| 1995                                                   | 107                                                    | -                                                      | -                                                      |
| 1996                                                   | 144                                                    | -                                                      | -                                                      |
| 1997                                                   | 151                                                    | -                                                      | -                                                      |
| 1998                                                   | 206                                                    | 12                                                     | 64                                                     |
| 1999                                                   | 184                                                    | 30                                                     | 38                                                     |
| 2000                                                   | 224                                                    | 25                                                     | 38                                                     |
| 2001                                                   | 178                                                    | 22                                                     | 27                                                     |
| 2002                                                   | 189                                                    | 38                                                     | 53                                                     |
| 2003                                                   | 214                                                    | 36                                                     | 98                                                     |
| 2004                                                   | 198                                                    | 27                                                     | 85                                                     |
| 2005                                                   | 210                                                    | 38                                                     | 40                                                     |
| 2006                                                   | 210                                                    | 34                                                     | 52                                                     |
| 2007                                                   | 230                                                    | 32                                                     | 32                                                     |
| 2008                                                   | -                                                      | -                                                      | -                                                      |
| 2009                                                   | 161                                                    | 27                                                     | 41                                                     |
| 2010                                                   | -                                                      | -                                                      | -                                                      |
| 2011                                                   | -                                                      | -                                                      | -                                                      |
| 2012                                                   | 180                                                    | 59                                                     | 54                                                     |
| 2013                                                   | 211                                                    | 50                                                     | 45                                                     |
| 2014                                                   | 232                                                    | 30                                                     | 62                                                     |
| 2015                                                   | 187                                                    | 49                                                     | 75                                                     |
| 2016                                                   | 180                                                    | -                                                      | 19                                                     |
| 2017                                                   | 194                                                    | 36                                                     | 58                                                     |
| 2018                                                   | 209                                                    | 54                                                     | 79                                                     |
| 2019                                                   | 204                                                    | 75                                                     | 99                                                     |
| 2020                                                   | 101                                                    | 47                                                     | 46                                                     |
| 2021                                                   | -                                                      | -                                                      | -                                                      |
| 2022                                                   | 262                                                    | 132                                                    | 157                                                    |
| 2023                                                   | 253                                                    | 106                                                    | 131                                                    |
| 2024                                                   | 272                                                    | 96                                                     | 78                                                     |